# Pohlavní buňka

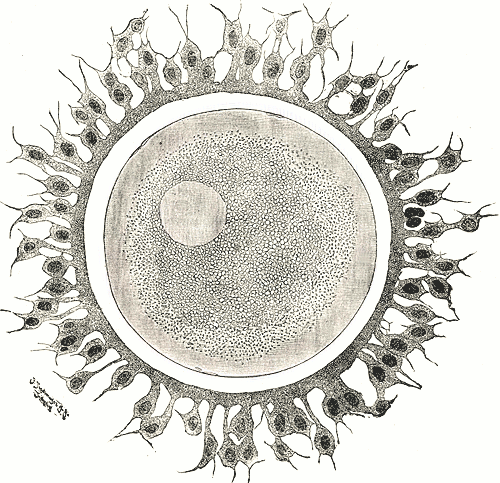
Lidské vajíčko – zona pellucida (šeda prstencová vrstva) zvnitřku naléhající na buňky corony radiaty. Mezi zonou pellucidou a vlastní cytopl. membránou vajíčka (oolemmou) je perivitellinní prostor (bílá oblast)

Pohlavní buňka, neboli gameta (z řec. γαμετης), je zvláštní typ buňky, jejímž úkolem je umožnit vznik nového jedince v procesu pohlavního rozmnožování.
Gamety vznikají procesem redukčního dělení gametocytů, při kterém se snižuje počet chromozómových sad na polovinu, bývají tedy nejčastěji haploidní, obsahují jen jednu sadu (protože většina organismů, které tvoří gamety, mají sady dvě). Obvykle je ke vzniku nového jedince potřebné oplození, splynutí dvou gamet opačného pohlaví. Tak vznikne diploidní zygota, která se může dále vyvíjet. Existují ale i výjimky, kdy se může dále dělit i neoplozená pohlavní buňka (viz parthenogeneze u hmyzu a rostlin nebo vzácnější androgeneze)
Gamety bývají rozlišené podle pohlaví: samičí pohlavní buňka bývá větší, nepohyblivá a nazývá se vajíčko (ovum), samčí gamety jsou menší a mohou být opatřené jedním nebo více bičíky, takže jsou pohyblivé a mohou se aktivně dostávat k vajíčku. Bičíkaté samčí gamety se nazývají spermie, nalezneme je u všech živočichů i u některých rostlin (mechorosty). U semenných rostlin je samičí gametou vaječná buňka (oosféra) a samčími gametami jsou spermatické buňky pylové láčky. Vajíčko a pylové zrno odpovídají výtrusům.
Některé organismy mohou tvořit jak samčí, tak samičí gamety (hermafroditi u živočichů, jednodomé rostliny), jiné mají pohlaví oddělené a jedinec může tvořit jen samčí nebo jen samičí gamety. Živočichové s odděleným pohlavím se nazývají gonochoristé, rostliny pak označujeme jako dvoudomé.
Gamety živočichů se tvoří v gonádách, u rostlin, pohlavně se rozmnožujících hub a některých dalších organismů v gametangiích. Samičí gametangia jsou někdy nazývána archegonia (zárodečníky), samčí antheridia (pelatky).